# Lijst van Finse ministers van Buitenlandse Zaken

## Ministers van Buitenlandse Zaken van Finland (1954–heden)
| Minister van Buitenlandse Zaken | Minister van Buitenlandse Zaken | Minister van Buitenlandse Zaken   | Ambtstermijn      | Ambtstermijn      | Partij(en)                     | Premier(s)                        | Kabinet(en)    |
| ------------------------------- | ------------------------------- | --------------------------------- | ----------------- | ----------------- | ------------------------------ | --------------------------------- | -------------- |
|                                 | Urho Kekkonen                   | Urho Kekkonen (1900–1986)         | 5 mei 1954        | 20 oktober 1954   | Centrumpartij                  | Ralf Törngren (1954)              | Törngren       |
|                                 | Johannes Virolainen             | Johannes Virolainen (1914–2000)   | 20 oktober 1954   | 3 maart 1956      | Centrumpartij                  | Urho Kekkonen (1954–1956)         | Kekkonen V     |
|                                 | Ralf Törngren                   | Ralf Törngren (1899–1961)         | 3 maart 1956      | 27 mei 1957       | Zweedse Volkspartij in Finland | Karl-August Fagerholm (1956–1957) | Fagerholm II   |
|                                 | Johannes Virolainen             | Johannes Virolainen (1914–2000)   | 27 mei 1957       | 30 november 1957  | Centrumpartij                  | Jussi Sukselainen (1957)          | Sukselainen I  |
|                                 | Paavo Hynninen                  | Paavo Hynninen (1883–1960)        | 30 november 1957  | 30 augustus 1958  | Onafhankelijk                  | Rainer von Fieandt (1957–1958)    | Von Fieandt    |
| Reino Kuuskoski (1958)          | Paavo Hynninen                  | Paavo Hynninen (1883–1960)        | 30 november 1957  | 30 augustus 1958  | Onafhankelijk                  | Kuuskoski                         |                |
|                                 | Johannes Virolainen             | Johannes Virolainen (1914–2000)   | 30 augustus 1958  | 12 december 1958  | Centrumpartij                  | Karl-August Fagerholm (1958–1959) | Fagerholm III  |
|                                 | Karl-August Fagerholm           | Karl-August Fagerholm (1901–1984) | 12 december 1958  | 13 januari 1959   | Sociaal- Democratische Partij  | Karl-August Fagerholm (1958–1959) | Fagerholm III  |
|                                 | Ralf Törngren                   | Ralf Törngren (1899–1961)         | 13 januari 1959   | 16 mei 1961       | Zweedse Volkspartij in Finland | Jussi Sukselainen (1959–1961)     | Sukselainen II |
|                                 | Jussi Sukselainen               | Jussi Sukselainen (1906–1995)     | 16 mei 1961       | 19 juni 1961      | Centrumpartij                  | Jussi Sukselainen (1959–1961)     | Sukselainen II |
|                                 | Ahti Karjalainen                | Ahti Karjalainen (1923–1990)      | 19 juni 1961      | 12 april 1962     | Centrumpartij                  | Jussi Sukselainen (1959–1961)     | Sukselainen II |
| Centrumpartij                   | Ahti Karjalainen                | Ahti Karjalainen (1923–1990)      | 19 juni 1961      | 12 april 1962     | Martti Miettunen (1961–1962)   | Miettunen I                       |                |
|                                 | Veli Merikoski                  | Veli Merikoski (1905–1982)        | 12 april 1962     | 17 december 1963  | Finse Volkspartij              | Ahti Karjalainen (1962–1963)      | Karjalainen I  |
|                                 | Jaakko Hallama                  | Jaakko Hallama (1917–1996)        | 17 december 1963  | 12 september 1964 | Onafhankelijk                  | Reino Ragnar Lehto (1963–1964)    | Lehto          |
|                                 | Ahti Karjalainen                | Ahti Karjalainen (1923–1990)      | 12 september 1964 | 15 mei 1970       | Centrumpartij                  | Johannes Virolainen (1964–1966)   | Virolainen     |
| Rafael Paasio (1966–1968)       | Ahti Karjalainen                | Ahti Karjalainen (1923–1990)      | 12 september 1964 | 15 mei 1970       | Centrumpartij                  | Paasio I                          |                |
| Mauno Koivisto (1968–1970)      | Ahti Karjalainen                | Ahti Karjalainen (1923–1990)      | 12 september 1964 | 15 mei 1970       | Centrumpartij                  | Koivisto I                        |                |
|                                 | Väinö Leskinen                  | Väinö Leskinen (1917–1972)        | 15 mei 1970       | 30 oktober 1971   | Onafhankelijk                  | Teuvo Aura (1972)                 | Aura I         |
|                                 | Väinö Leskinen                  | Väinö Leskinen (1917–1972)        | 15 mei 1970       | 30 oktober 1971   | Sociaal- Democratische Partij  | Ahti Karjalainen (1970–1971)      | Karjalainen II |
|                                 | Olavi Mattila                   | Olavi Mattila (1918–2013)         | 30 oktober 1971   | 22 februari 1972  | Onafhankelijk                  | Teuvo Aura (1971–1972)            | Aura II        |
|                                 | Kalevi Sorsa                    | Kalevi Sorsa (1930–2004)          | 22 februari 1972  | 4 september 1972  | Sociaal- Democratische Partij  | Rafael Paasio (1972)              | Paasio II      |
|                                 | Ahti Karjalainen                | Ahti Karjalainen (1923–1990)      | 4 september 1972  | 13 juni 1975      | Centrumpartij                  | Kalevi Sorsa (1972–1975)          | Sorsa I        |
|                                 | Olavi Mattila                   | Olavi Mattila (1918–2013)         | 13 juni 1975      | 30 november 1975  | Onafhankelijk                  | Keijo Liinamaa (1975)             | Liinamaa       |
|                                 | Kalevi Sorsa                    | Kalevi Sorsa (1930–2004)          | 30 november 1975  | 30 september 1976 | Sociaal- Democratische Partij  | Martti Miettunen (1975–1977)      | Miettunen II   |
|                                 | Keijo Korhonen                  | Keijo Korhonen (1934–2022)        | 30 september 1976 | 15 mei 1977       | Centrumpartij                  | Martti Miettunen (1975–1977)      | Miettunen III  |
|                                 | Paavo Väyrynen                  | Paavo Väyrynen (1946)             | 15 mei 1977       | 20 februari 1982  | Centrumpartij                  | Kalevi Sorsa (1977–1979)          | Sorsa II       |
| Mauno Koivisto (1979–1982)      | Paavo Väyrynen                  | Paavo Väyrynen (1946)             | 15 mei 1977       | 20 februari 1982  | Centrumpartij                  | Koivisto II                       |                |
|                                 | Pär Stenbäck                    | Pär Stenbäck (1941)               | 20 februari 1982  | 6 mei 1983        | Zweedse Volkspartij in Finland | Kalevi Sorsa (1982–1987)          | Sorsa III      |
|                                 | Paavo Väyrynen                  | Paavo Väyrynen (1946)             | 6 mei 1983        | 30 april 1987     | Centrumpartij                  | Kalevi Sorsa (1982–1987)          | Sorsa IV       |
|                                 | Kalevi Sorsa                    | Kalevi Sorsa (1930–2004)          | 30 april 1987     | 31 januari 1989   | Sociaal- Democratische Partij  | Harri Holkeri (1987–1991)         | Holkeri        |
|                                 | Pertti Paasio                   | Pertti Paasio (1939–2020)         | 31 januari 1989   | 26 april 1991     | Sociaal- Democratische Partij  | Harri Holkeri (1987–1991)         | Holkeri        |
|                                 | Paavo Väyrynen                  | Paavo Väyrynen (1946)             | 26 april 1991     | 5 mei 1993        | Centrumpartij                  | Esko Aho (1991–1995)              | Aho            |
|                                 | Heikki Haavisto                 | Heikki Haavisto (1935–2022)       | 5 mei 1993        | 2 februari 1995   | Centrumpartij                  | Esko Aho (1991–1995)              | Aho            |
|                                 | Paavo Rantanen                  | Paavo Rantanen (1934)             | 2 februari 1995   | 13 april 1995     | Onafhankelijk                  | Esko Aho (1991–1995)              | Aho            |
|                                 | Tarja Halonen                   | Tarja Halonen (1943)              | 13 april 1995     | 25 februari 2000  | Sociaal- Democratische Partij  | Paavo Lipponen (1995–2003)        | Lipponen I     |
| Lipponen II                     | Tarja Halonen                   | Tarja Halonen (1943)              | 13 april 1995     | 25 februari 2000  | Sociaal- Democratische Partij  | Paavo Lipponen (1995–2003)        |                |
|                                 | Erkki Tuomioja                  | Erkki Tuomioja (1946)             | 25 februari 2000  | 20 april 2007     | Sociaal- Democratische Partij  | Paavo Lipponen (1995–2003)        |                |
| Sociaal- Democratische Partij   | Erkki Tuomioja                  | Erkki Tuomioja (1946)             | 25 februari 2000  | 20 april 2007     | Anneli Jäätteenmäki (2003)     | Jäätteenmäki                      |                |
| Sociaal- Democratische Partij   | Erkki Tuomioja                  | Erkki Tuomioja (1946)             | 25 februari 2000  | 20 april 2007     | Matti Vanhanen (2003–2010)     | Vanhanen I                        |                |
|                                 | Ilkka Kanerva                   | Ilkka Kanerva (1948–2022)         | 20 april 2007     | 4 april 2008      | Matti Vanhanen (2003–2010)     | Nationale Coalitiepartij          | Vanhanen II    |
|                                 | Alexander Stubb                 | Alexander Stubb (1968)            | 4 april 2008      | 22 juni 2011      | Matti Vanhanen (2003–2010)     | Nationale Coalitiepartij          | Vanhanen II    |
| Nationale Coalitiepartij        | Alexander Stubb                 | Alexander Stubb (1968)            | 4 april 2008      | 22 juni 2011      | Mari Kiviniemi (2010–2011)     | Kiviniemi                         |                |
|                                 | Erkki Tuomioja                  | Erkki Tuomioja (1946)             | 22 juni 2011      | 29 mei 2015       | Sociaal- Democratische Partij  | Jyrki Katainen (2011–2014)        | Katainen       |
| Alexander Stubb (2014–2015)     | Erkki Tuomioja                  | Erkki Tuomioja (1946)             | 22 juni 2011      | 29 mei 2015       | Sociaal- Democratische Partij  | Stubb                             |                |
|                                 | Timo Soini                      | Timo Soini (1962)                 | 29 mei 2015       | 6 juni 2019       | Finnenpartij (2015–17)         | Juha Sipilä (2015–2019)           | Sipilä         |
|                                 | Timo Soini                      | Timo Soini (1962)                 | 29 mei 2015       | 6 juni 2019       | Blauwe Toekomst (2017–19)      | Juha Sipilä (2015–2019)           | Sipilä         |
|                                 | Pekka Haavisto                  | Pekka Haavisto (1958)             | 6 juni 2019       | 20 juni 2023      | Groene Liga                    | Antti Rinne (2019)                | Rinne          |
| Sanna Marin (2019–2023)         | Pekka Haavisto                  | Pekka Haavisto (1958)             | 6 juni 2019       | 20 juni 2023      | Groene Liga                    | Marin                             |                |
|                                 | Elina Valtonen                  | Elina Valtonen (1981)             | 20 juni 2023      | heden             | Nationale Coalitiepartij       | Petteri Orpo (2023–heden)         | Orpo           |